# Antoni Vallori
Antoni Vallori Mateu (* 6. Januar 1949 in Caimari; † 6. November 2022) war ein spanischer Radrennfahrer und nationaler Meister im Radsport.

## Sportliche Laufbahn
Vallori war im Straßenradsport und im Bahnradsport aktiv. Er gewann als Amateur eine Etappe im Rennen Cinturón a Mallorca 1969 und 1973. In der Vuelta a Navarra 1973 wurde er hinter Enrique Martínez Heredia Zweiter mit zwei Etappensiegen.
Von 1974 bis 1976 war er Berufsfahrer. 1974 siegte er in der Vuelta a Cantabria vor Joaquím Pérez und gewann eine Etappe. 1976 konnte er einen Tagesabschnitt der Vuelta a España für sich entscheiden. Die Vuelta a España bestritt er zweimal. 1974 wurde er 12. und 1976 28. der Gesamtwertung. Die Tour de France 1974 beendete er nicht.